# Arnar Darri Pétursson
Arnar Darri Pétursson (ur. 16 marca 1991) – islandzki piłkarz występujący na pozycji bramkarza.
W lidze islandzkiej rozegrał 19 spotkań. Wystąpił też w pięciu meczach ligi norweskiej.